# Зоопарк Ноксвілла
Зоопарк Ноксвілла — зоопарк площею 21 гектар, розташований у Ноксвіллі, штат Теннессі, США. Зоопарк має понад 400 тисяч відвідувачів на рік і у ньому живе близько 800 тварин.
Зоопарк Ноксвілла виростив перших двох африканських слонів, народжених у західній півкулі.